# Manoir de Favry de Préaux
Le manoir de Favry de Préaux, ou de Vau-Favry, est une demeure située en Mayenne, à Préaux.

## Historique
Sur ce fief dont le manoir du XVIe siècle a un vrai cachet seigneurial, l'abbé Angot n'a que quelques notes. Il relevait du comté de Laval, devait six boisseaux de seigle de rente au curé de Préaux, et le seigneur de Favry était recommandé au prône tous les dimanches.

## Liste des seigneurs
- Perrette de Ballée, femme de Nicolas Fouquereau ;
- Noble Guillaume Fouquereau, 1519 ;
- En 1581 noble François de Bouschet, était sieur du Vau, il avait épousé Marguerite de Launay dont il eut Christophe qui suit. Lui et sa femme étaient morts en 1598.
- Christophe de Bouschet cité lui aussi à Préaux en 1584, était sieur du Vau en 1598, et rendait en cette qualité aveu à la seigneurie de Ballée pour certaines portions de pré, au pré dit de la Guierche.
- René de Saint-Rémy, seigneur du Pin, par acquisition, 1605 ;
- En 1625 Claude de Lorme était seigneur du Vau, il épouse en cette année Françoise de Coulonge, fille du seigneur du Plessis, en Préaux. Il est parrain l’année suivante de Louise de Saint-Rémy. Il fut inhumé au cimetière de Préaux par Me Jacques Rousseau, curé, le 26 juin 1635. Il est qualifié dans l’acte de sépulture de « noble et illustre ». Il y est dit écuyer[1].
- Jacques Nepveu, acqueréeur ;
- Daniel Nepveu, sieur d'Étriché, 1636 ;
- En 1722, R. d'Héliand, seigneur de la Gravelle, ancien président au présidial de Château-Gontier et Marie Delaporte, son épouse, demandent contre Louis Freuslon à rentrer en possession du moulin de Haut-Favry, pour cause d'inexécution du contrat de rente[2].
- En 1772, Charles-François Mezière, écuyer, seigneur de Pervanches, ancien lieutenant des troupes du Canada, et Marie-Anne-Testard, sa femme, demandent contre René Raison, curé de Louvigny-en-Sonnois, le retrait lignager d'une rente due sur le moulin à tan du Haut-Favry[3].

## Sources
- Abbé Angot, Monographie paroissiale : Saint-Martin de Préaux, diocèse de Laval, suivie des Mémoires du colonel Lebaillif : 1792-1822. Mamers, G. Fleury et A. Dangin, 1884 www.lamayenne.fr ;
- « Manoir de Favry de Préaux », dans Alphonse-Victor Angot et Ferdinand Gaugain, Dictionnaire historique, topographique et biographique de la Mayenne, Laval, A. Goupil, 1900-1910 [détail des éditions] (BNF 34106789, présentation en ligne), t. IV, p. 340.